# Brezovica (gmina Vlasotince)
Brezovica (cyr. Брезовица) – wieś w Serbii, w okręgu jablanickim, w gminie Vlasotince. W 2011 roku liczyła 86 mieszkańców.